# Нейборхуд

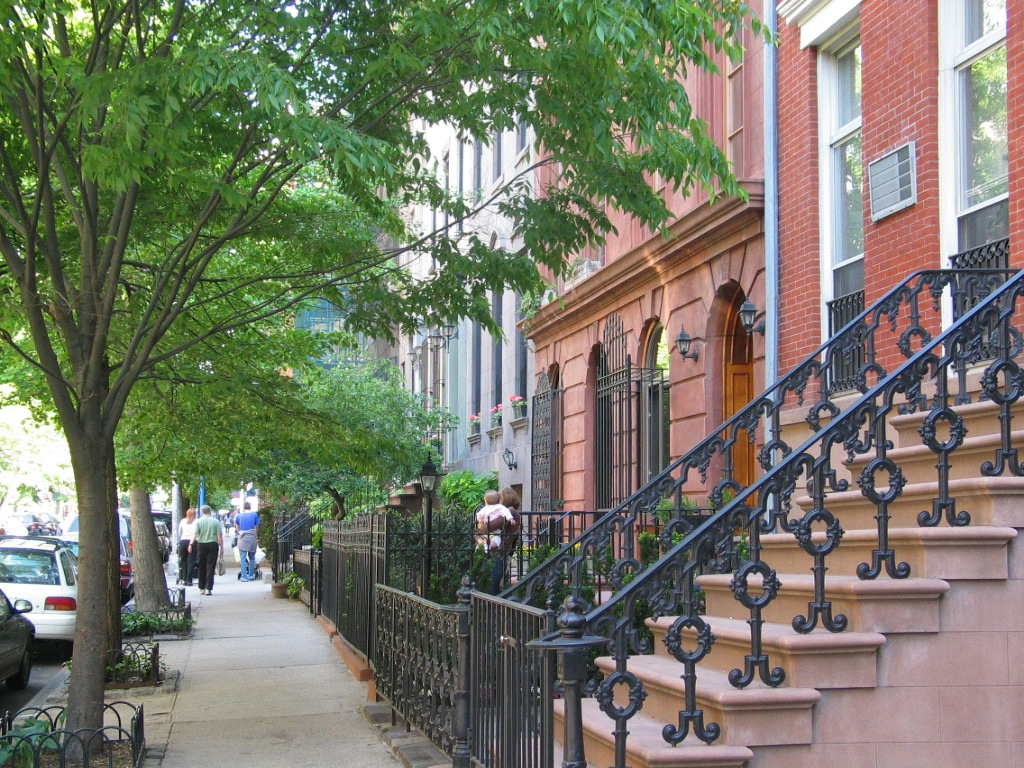
Митпэкинг — нейборхуд на Манхэттене, Нью-Йорк

Не́йборхуд (брит. англ. neighbourhood, амер. англ. neighborhood, досл. соседство) — географически локализованное сообщество внутри города. Нейборхуд характерен для западных городов и является близким аналогом советского понятия «микрорайон». Как правило, жители нейборхуда хорошо социализированы, знакомы друг с другом.

## Доиндустриальный период
По мнению историка Льюиса Мамфорда, нейборхуд является естественным объединением нескольких живущих рядом семей, и городское сообщество, предоставленное само себе, естественным образом распределяет различные функции между нейборхудами. Археологи подтверждают наличие нейборхудов в раскопках большинства древних городов. Исторические документы свидетельствуют о нейборхудах, имевших место в различных городах доиндустриальной эпохи, в том числе в незападных цивилизациях.
Нейборхуд обычно возникает в результате социального взаимодействия людей, живущих по соседству друг с другом. В этом случае можно говорить о социальном образовании, превосходящем по размеру домохозяйство и не подчиняющемся напрямую муниципальным или государственным властям. В некоторых традиционных сообществах нейборхуды становились неформальным муниципальным органом, ведавшим вопросами безопасности, брака, уборки и содержания территории. Одним из характерных примеров являются исламские города.
Кроме социального значения, нейборхуды во многих исторических городах рассматривались как административные единицы, использовавшиеся для целей налогообложения, учёта населения и управления. Административный район города, как правило, превосходит нейборхуд по размеру, при этом официальные границы могут проходить через нейборхуд. Однако в некоторых случаях административное деление проходит по нейборхудам, что позволяет официальным органам лучше управлять такой единицей. Например, столица древней китайской империи Тан — Сиань — была разделена на районы по границам нейборхудов, каждым из которых управляли государственные чиновники.
В доиндустриальную эпоху нейборхуды часто имели определённую специализацию. Важную роль играли этнические нейборхуды, что сохранилось и в современных городах. Ремесленники, торговцы и представители других профессий могли объединяться в нейборхуды, а в мультиконфессиональных обществах основой для их создания могла стать религия. Другим фактором, определявшим различия нейборхудов в исторических городах, являлась миграция населения из деревни в город. Этот процесс был растянут по времени, и переселенцы часто переезжали в город вместе с родственниками и знакомыми.